# グッジョブ! (バラエティ番組)
『グッジョブ!』は、2000年10月21日から2001年3月24日まで土曜深夜2時台にフジテレビ系で月1回の不定期放送されていた、ジョビジョバの冠番組である。

## 概要
「グッジョブ!」と言われるような、到底不可能なテーマにジョビジョバ6人が挑む、体力系チャレンジバラエティ番組。制限時間が設定されており、果たせなければ「ノーグッド」としてチャレンジ即終了で罰ゲームを受けさせられる。

## 出演者
- ジョビジョバ
- 吉本多香美
- 小野愛